# もってのほか
もってのほかは
1. 「食用菊」の品種名。食用菊を参照。
2. 毎日放送・NET（日本教育テレビ）系で放映されていたテレビドラマ。主人公が上記の菊を栽培している農民であることによる命名。ここの項目ではこれについて説明する。

## もってのほか (ドラマ)
『もってのほか』（第13話から『もってのほか 姉妹菊の章(しまいぎくのしょう)』に改題）は、毎日放送（MBS）と東宝が制作し、NETテレビ（現・テレビ朝日）系列（現在とネットワーク編成が異なる）で放映された、花登筺原作・脚本のテレビドラマ。1974年10月11日 - 1975年3月28日の半年間、金曜夜9時からの1時間枠で放映された。全25回。久保田鉄工（現・クボタ）一社提供。

## 概要
山形の蔵王を舞台に、独身のまま菊の栽培に励む男が、菊花展で一人の女性に出会う。
それまで関西地方が多かった花登筺の作品としては初めて東北地方を舞台にした一風変わった作品である。
両作の放送開始から約1ヵ月半後、東京・大阪のJNN/ANN系列局の変更（腸捻転ネットワークの解消）が発表された。
花登はヒロインの星由里子とのちに結婚した。

## キャスト
- 星由里子
- 藤岡琢也
- 亀井光代
- 久米明
- 桂小金治
- 山口崇
- 扇千景
- 坂東玉三郎
- 伊藤雄之助
- ミヤコ蝶々
- 小鹿ミキ
- 千昌夫
- 関根世津子
- 沢村貞子

## ネット局
- 毎日放送
- 北海道テレビ放送
- 仙台放送（フジテレビ系）
  - 本来のNET系ネット局である宮城テレビが日本テレビ系とのクロスネットだった都合により放映委譲されたもの。
- NETテレビ（現・テレビ朝日）
- テレビ静岡（フジテレビ系）
- 名古屋放送（現：メ〜テレ）
- 岡山放送（当時はフジテレビ・NETテレビ系）
- 瀬戸内海放送
- 中国放送（TBS系・水曜16:00から遅れネット）
  - 本来のNET系フルネット局である広島ホームテレビの編成やスポンサーセールス等の都合により放映委譲されたもの。次番組『ザ★ゴリラ7』から広島ホームテレビへ移行（ただし遅れネット）。
- 九州朝日放送

| 毎日放送（MBS）（本番組までNETテレビ系列の自社制作枠） 金曜21時台 | 毎日放送（MBS）（本番組までNETテレビ系列の自社制作枠） 金曜21時台 | 毎日放送（MBS）（本番組までNETテレビ系列の自社制作枠） 金曜21時台 |
| 前番組                                                            | 番組名                                                            | 次番組                                                            |
| ----------------------------------------------------------------- | ----------------------------------------------------------------- | ----------------------------------------------------------------- |
| 幡随院長兵衛お待ちなせえ                                          | もってのほか ↓ もってのほか 姉妹菊の章                            | ここからTBS系列にネットチェンジ 白い地平線（TBS制作）             |
| NET系 金曜21時台（本番組までMBSの制作枠。一部地域を除く）         |                                                                   |                                                                   |
| 幡髄院長兵衛お待ちなせえ                                          | もってのほか ↓ もってのほか 姉妹菊の章                            | ザ★ゴリラ7 （ここからNET制作枠）                                  |